# Jidwaq
Jidwaq (o Jidwaaq) és un clan somali, subclan dels absame, del grup kablalax de la confederacio de clans darod. Jidwaq es pot traduir com "El camí que porta a Déu". Aquest clan viu principalment a Jijiga a la Regió Somali d'Etiòpia. L'ancestre Jidwaq tenia tres germans orígens també de clans: Ogaden (els ogadeni), Bal'ad i Weyteen.
Es divideixen en tres subclans i cadascun en diverses branques:
- Yabare
  - Reer Said
  - Reer Yusuf
  - Reer Habarliyo
  - Reer Hodan Barre
  - Reer Biyo.
- Bartire
  - Reer Ali
  - Reer Guuled
  - Reer Samatar Dayl
  - Ableele Lagmadoobe
  - Timo Case
  - Tuuro Case
  - Habar Yaasuf
  - Habar Sacad
- Abaskuul
  - Reer Farah
  - Reer Geedi
  - Reer Guled
  - Reer Hildiid
  - Reer Ibrahim
  - Hassan Osman
  - Ismail, Isse
  - Reer Aw-nur
  - Reer Looge

Els yabares viuen a la vall del Jarar, prop de Jijiga; els bartires (originats en el garaad Wiilwaal) a la mateixa vall (a la part superior) i a Jijiga i Xaadaw. I els abaskuul a la vall a la part inferior i a la vila de Kebri Beyah (Qabribayah).